# Combi mexicana
Las combis mexicanas son vehículos utilitarios ligeros de transporte público, especialmente populares en México y en algunas partes de América Latina. Estas pequeñas camionetas han sido una característica distintiva del paisaje urbano mexicano durante décadas, proporcionando un servicio de transporte económico y flexible en áreas urbanas y suburbanas.

## Historia
La historia de las combis en México se remonta a la década de 1960, cuando las compañías automotrices comenzaron a importar furgonetas Volkswagen Tipo 2, comúnmente conocidas como Combi, para su uso como vehículos comerciales y de transporte. Estos vehículos, apodados "combis", ganaron popularidad rápidamente debido a su versatilidad, economía y capacidad para transportar pasajeros y carga en áreas urbanas congestionadas.
A lo largo de los años, las combis se convirtieron en un componente vital del sistema de transporte público en muchas ciudades mexicanas. Aunque inicialmente eran principalmente furgonetas Volkswagen, con el tiempo se introdujeron otros modelos de furgonetas y minibuses de diferentes marcas para satisfacer la creciente demanda de transporte público.

## Características
Las combis mexicanas son conocidas por su diseño distintivo y su capacidad para transportar a un gran número de pasajeros en un espacio relativamente pequeño. Estos vehículos suelen estar pintados con colores brillantes y llamativos, y a menudo están decorados con calcomanías, adhesivos y otros adornos personalizados.
Aunque las combis varían en tamaño y capacidad según el modelo y la configuración específica, la mayoría está diseñada para transportar entre 10 y 20 pasajeros, dependiendo de la disposición de los asientos y la distribución del espacio interior. A menudo, estas camionetas están equipadas con bancos corridos a lo largo de los lados del vehículo, lo que permite acomodar a un mayor número de pasajeros.

## Impacto cultural y social
Las combis mexicanas no solo son un medio de transporte común, sino que también han dejado una marca indeleble en la cultura popular y la vida cotidiana de México. Para muchos mexicanos, las combis son más que simples vehículos; representan un símbolo de la vitalidad, la creatividad y la adaptabilidad del pueblo mexicano.
Además de su importancia como medio de transporte, las combis también han desempeñado un papel importante en la economía informal de muchas comunidades, brindando empleo a conductores y ayudantes, y sirviendo como plataforma para la publicidad local y regional.

## Desafíos y controversias
A pesar de su popularidad y su importancia para millones de personas en México, las combis también enfrentan una serie de desafíos y controversias. Entre los problemas más comunes se encuentran la congestión del tráfico, la seguridad vial, la contaminación ambiental y las disputas laborales entre los propietarios de las combis y las autoridades gubernamentales.
En muchos casos, las combis operan en un entorno regulatorio laxo o inexistente, lo que ha dado lugar a una serie de prácticas cuestionables, como la sobrecarga de pasajeros, la conducción imprudente y la falta de mantenimiento adecuado de los vehículos.

## Futuro
A medida que México continúa enfrentando desafíos relacionados con la urbanización, la movilidad y el transporte público, el futuro de las combis mexicanas sigue siendo incierto. Si bien algunas ciudades han implementado medidas para regular y modernizar el sistema de transporte público, otras siguen dependiendo en gran medida de las combis y otros vehículos informales para satisfacer las necesidades de movilidad de la población.
En última instancia, el destino de las combis mexicanas dependerá de una serie de factores, incluyendo la voluntad política, la inversión en infraestructura de transporte, y la capacidad de la sociedad mexicana para adaptarse a los cambios económicos, sociales y tecnológicos en curso. Sin embargo, independientemente de lo que depare el futuro, las combis seguirán siendo una parte integral del paisaje urbano y cultural de México durante muchos años más.